# کریستن ودگا
کریستن ودگا (دانمارکی: Kristen Vadgaard; ۲ ژوئن ۱۸۸۶ – ۱۶ فوریهٔ ۱۹۷۹) ژیمناست هنری اهل دانمارک بود.